# 辰巳駅
辰巳駅（たつみえき）は、東京都江東区辰巳一丁目にある、東京地下鉄（東京メトロ）有楽町線の駅である。駅番号はY 23。

## 歴史
- 1988年（昭和63年）6月8日：開業[2][3]。
- 2004年（平成16年）4月1日：帝都高速度交通営団（営団地下鉄）民営化に伴い、当駅は東京地下鉄（東京メトロ）に継承される[4]。
- 2007年（平成19年）3月18日：ICカード「PASMO」の利用が可能となる[5]。
- 2013年（平成25年）11月23日：ホームドアの使用を開始[6]。

## 駅構造
島式ホーム1面2線を有する地下駅。コンコースと改札口（1か所）は地下2階、ホーム階は地下3階にあり、ホームと改札階を連絡するエレベーターおよびエスカレーターが設置されている。当駅の近くには辰巳の森緑道公園があることから、森をテーマにデザインした。改札口付近の壁面およびホームの駅名看板周りには森のデザインパネルを配置している。
当駅付近は軟弱地盤なため、駅構築の新木場寄り（辰巳の森緑道公園の地下）は、潜函工法（ニューマチックケーソン工法・ケーソン5基を沈設、延長133.05 m）により、池袋寄りは江東区立辰巳小学校の校庭下に位置するため開削工法により建設した。池袋寄りの1 - 4号潜函は長さ26.25 - 28.5 mで駅構築、軌道部にあたり、新木場寄りの5号潜函は長さ15.8 mで立坑部に位置する。

### のりば
| 番線 | 路線     | 行先                       |
| ---- | -------- | -------------------------- |
| 1    | 有楽町線 | 新木場ゆき                 |
| 2    | 有楽町線 | 和光市・森林公園・飯能方面 |

（出典：東京メトロ:構内図）
以前は新木場寄りに両渡り線があり、折り返しが可能であったが、現在は撤去されている。

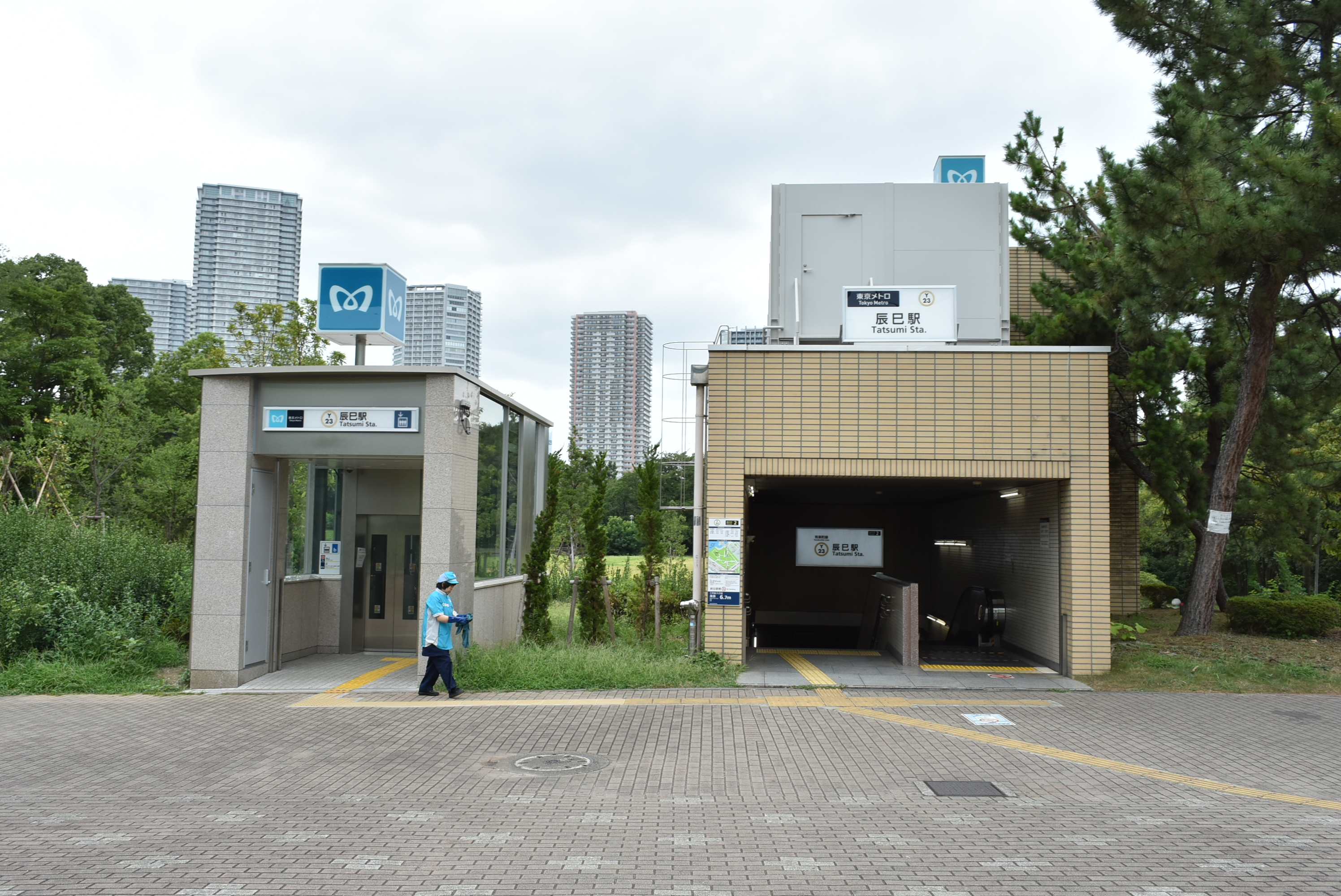
2番出入口（2018年7月27日撮影）
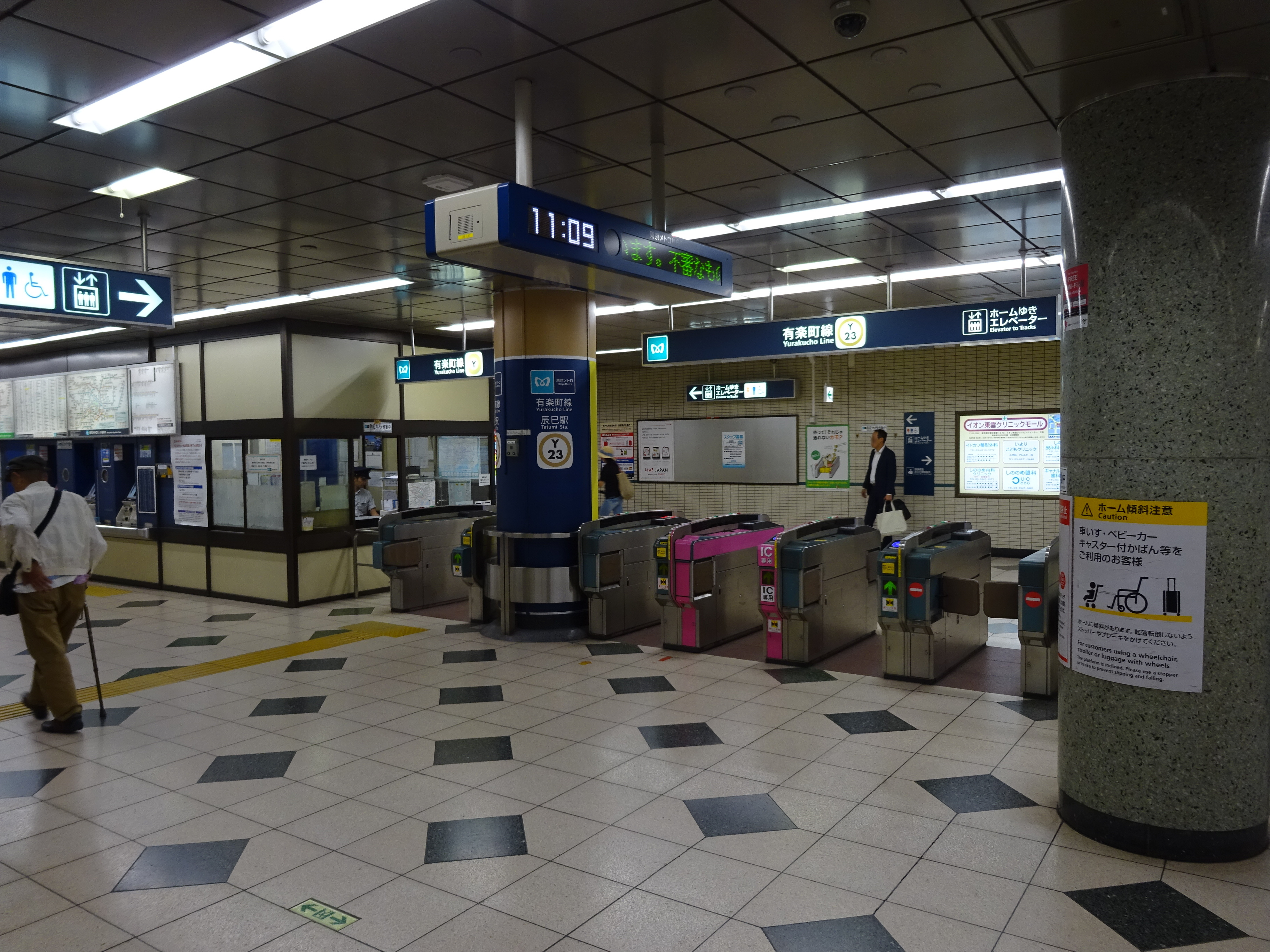
改札口（2016年6月）
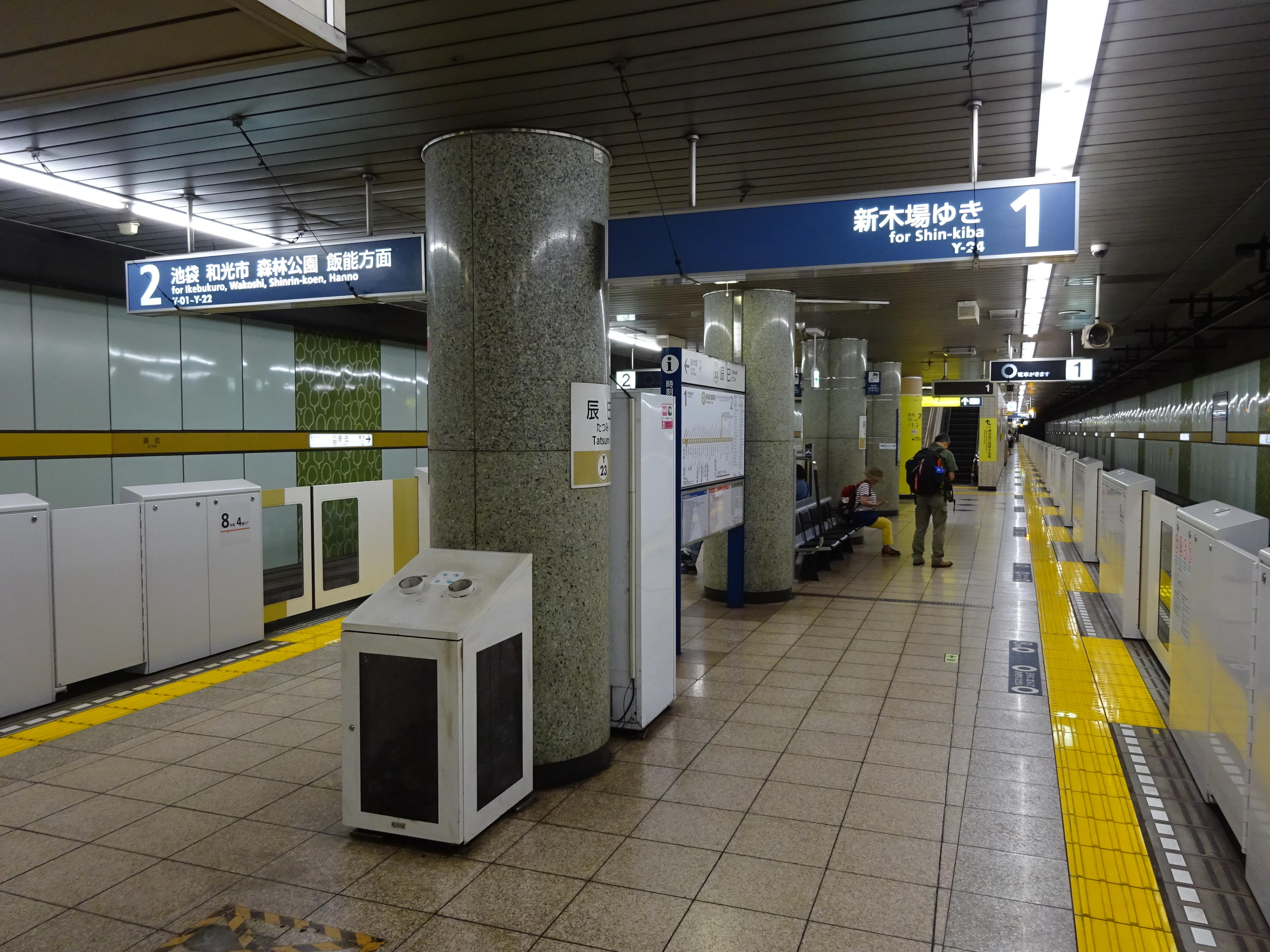
ホーム（2016年6月）

### 発車メロディ
2013年11月23日からスイッチ制作の発車メロディ（発車サイン音）を使用している。
曲は1番線が「スキップ車両」（福嶋尚哉作曲）、2番線が「駆け込み禁止」（谷本貴義作曲）である。

## 利用状況
2024年度の1日平均乗降人員は27,776であり、東京メトロ全130駅中115位。
近年の1日平均乗降・乗車人員推移は下表の通りである。
| 年度               | 1日平均 乗降人員 | 1日平均 乗車人員 | 出典     |
| ------------------ | ---------------- | ---------------- | -------- |
| 1988年（昭和63年） |                  | 4,593            | [ * 1 ]  |
| 1989年（平成元年） |                  | 5,477            | [ * 2 ]  |
| 1990年（平成02年） |                  | 6,263            | [ * 3 ]  |
| 1991年（平成03年） |                  | 6,232            | [ * 4 ]  |
| 1992年（平成04年） |                  | 6,567            | [ * 5 ]  |
| 1993年（平成05年） |                  | 6,682            | [ * 6 ]  |
| 1994年（平成06年） |                  | 6,915            | [ * 7 ]  |
| 1995年（平成07年） |                  | 6,779            | [ * 8 ]  |
| 1996年（平成08年） |                  | 6,249            | [ * 9 ]  |
| 1997年（平成09年） |                  | 6,140            | [ * 10 ] |
| 1998年（平成10年） |                  | 6,400            | [ * 11 ] |
| 1999年（平成11年） |                  | 6,574            | [ * 12 ] |
| 2000年（平成12年） |                  | 6,896            | [ * 13 ] |
| 2001年（平成13年） |                  | 7,844            | [ * 14 ] |
| 2002年（平成14年） | 15,573           | 7,844            | [ * 15 ] |
| 2003年（平成15年） | 16,557           | 8,429            | [ * 16 ] |
| 2004年（平成16年） | 18,529           | 9,359            | [ * 17 ] |
| 2005年（平成17年） | 21,132           | 10,710           | [ * 18 ] |
| 2006年（平成18年） | 22,657           | 11,526           | [ * 19 ] |
| 2007年（平成19年） | 23,549           | 12,027           | [ * 20 ] |
| 2008年（平成20年） | 24,648           | 12,479           | [ * 21 ] |
| 2009年（平成21年） | 25,437           | 12,907           | [ * 22 ] |
| 2010年（平成22年） | 25,899           | 13,071           | [ * 23 ] |
| 2011年（平成23年） | 24,818           | 12,561           | [ * 24 ] |
| 2012年（平成24年） | 25,893           | 12,986           | [ * 25 ] |
| 2013年（平成25年） | 27,368           | 13,756           | [ * 26 ] |
| 2014年（平成26年） | 28,702           | 14,411           | [ * 27 ] |
| 2015年（平成27年） | 29,474           | 14,773           | [ * 28 ] |
| 2016年（平成28年） | 29,975           | 15,027           | [ * 29 ] |
| 2017年（平成29年） | 30,379           | 15,227           | [ * 30 ] |
| 2018年（平成30年） | 30,636           | 15,373           | [ * 31 ] |
| 2019年（令和元年） | 30,603           | 15,352           | [ * 32 ] |
| 2020年（令和02年） | 22,641           |                  |          |
| 2021年（令和03年） | 23,529           |                  |          |
| 2022年（令和04年） | 25,402           |                  |          |
| 2023年（令和05年） | 27,148           |                  |          |
| 2024年（令和06年） | 27,776           |                  |          |

備考
1. ↑  1988年6月8日開業。開業日から1989年3月31日までの計297日間を集計したデータ。

## 駅周辺
東京港7号埋立地にできた地域である。
- 江東区立辰巳小学校 - 1番出口の目の前に学校正門がある。
- 江東区立東雲図書館
- 辰巳の森海浜公園
  - 東京アクアティクスセンター
  - 東京辰巳アイスアリーナ
- 辰巳の森緑道公園
- 辰巳桜橋 - 辰巳駅西口と東雲を結ぶ辰巳運河にかかる歩行者専用橋
- 東雲水辺公園
- 江東辰巳郵便局
- 東雲キャナルコート
- 日本空手道会館（公益財団法人全日本空手道連盟）
- WOWOW放送センター
- きかんし 本社
- 日本赤十字社辰巳ビル
  - 日本赤十字社血液事業本部
  - 東京都赤十字血液センター（献血ルームなし）
- 都営辰巳一丁目アパート
- 東雲駅（東京臨海高速鉄道りんかい線）
- 辰巳運河
- 京成バス東雲車庫 - 1番出口より徒歩10分、千葉方面への高速バス発着地となっている。
- 国道357号
- 辰巳JCT
  - 首都高速湾岸線
    - 辰巳第一パーキングエリア
    - 辰巳第二パーキングエリア

  - 首都高速9号深川線

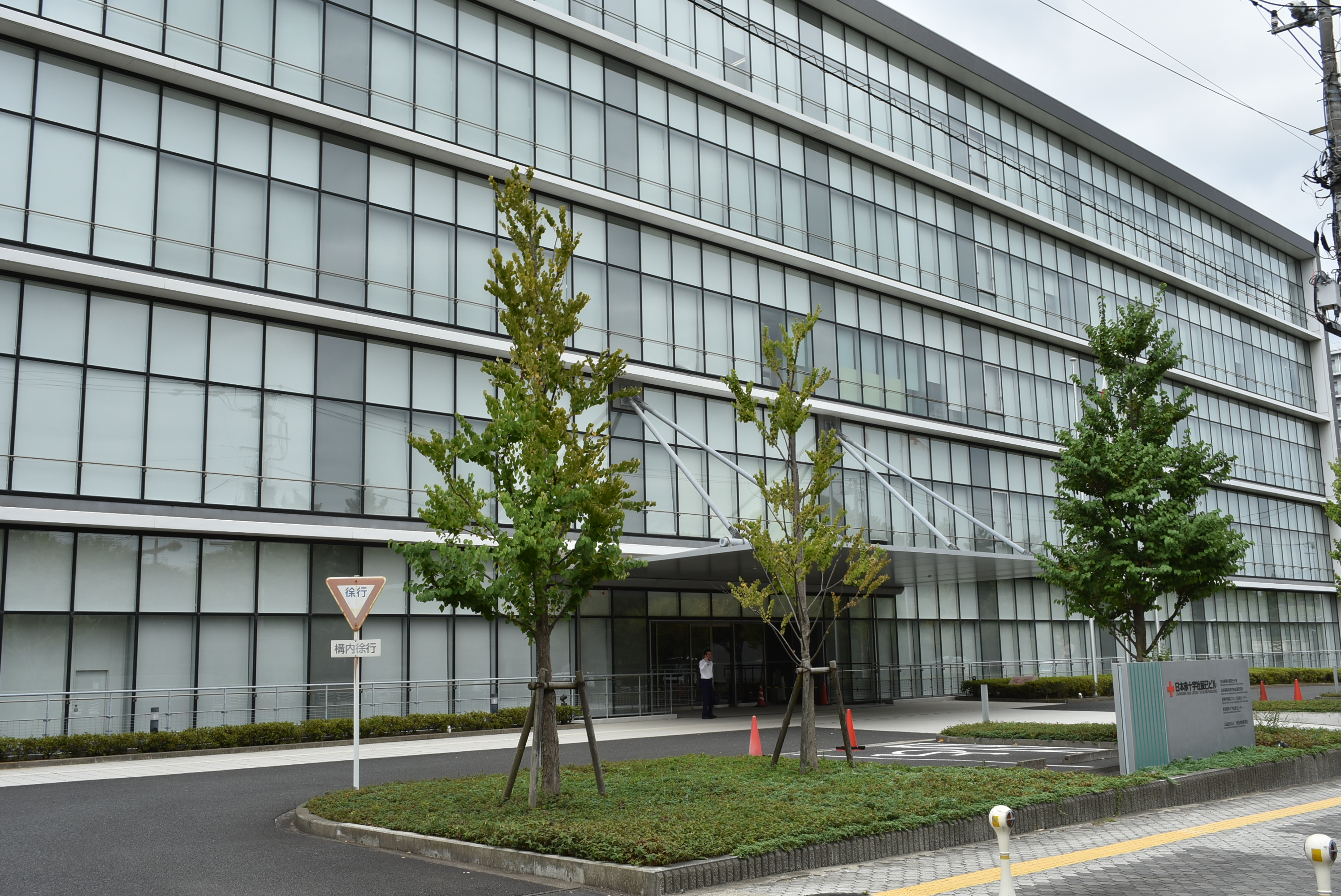
日本赤十字社辰巳ビル（2018年7月27日撮影）

## バス路線
最寄りのバス停留所は辰巳駅前である。東京都交通局の都営バス深川営業所により運行される以下の路線バスが発着する。
- 門19：門前仲町行 / 深川車庫前行・東京ビッグサイト行
- 錦13：錦糸町駅前行 / 深川車庫前行
- 東15：東京駅八重洲口行（平日朝1本のみ）
- 江東区コミュニティバス「しおかぜ」（江東01）：潮見駅前方面

## その他
駅名に行く年くる年の干支の名前（「辰」と「巳」）がそのまま入っているため、2012年12月26日から2013年1月6日まで、両方の干支をデザインした記念撮影ボードと記念スタンプが設置された。2024年から2025年にかけても同様の企画に加え、オリジナル24時間券の販売も予定されている。

## 隣の駅
東京地下鉄（東京メトロ）
 有楽町線
豊洲駅 (Y 22) - 辰巳駅 (Y 23) - 新木場駅 (Y 24)